# End of Flowers
 «End of Flowers»  — другий студійний альбом гурту Diary of Dreams, який вийшов 1996 року. Це був перший реліз, виданий на щойно створеному лейблі Accession Records.

## Композиції
1. End of Flowers [07:16]
2. Victimized [05:44]
3. A fool to blamy [06:47]
4. Scars of Greed [06:31]
5. Oblivion [06:23]
6. Cold Deceit [05:47]
7. Retaliation [05:47]
8. Willow [06:51]
9. Deviation [05:48]
10. Eyesolation [07:43]
11. Tears of Laughter [08:21]

## Склад учасників
- Оформлення — Adrian Hates, Andreas Gantenhammer
- Текст, музика, продюсування, аранжування, виконання, запис, мастеринг — Adrian Hates
- Пре-мастеринг — Christian Zimmerli
- Фото — Silke Jochum